# François Boutin
Pour les articles homonymes, voir Boutin.
 (décembre 2018).
François Boutin (21 janvier 1937 – 1er février 1995) est un entraîneur français de chevaux de courses, spécialisé dans les courses de plat. Il fut l'un des meilleurs entraîneurs de l'après-guerre.

## Biographie
Né à Beaunay en Seine-Maritime, fils de paysan, François Boutin se tourna vers les chevaux d'abord comme cavalier : durant sa jeunesse, il participa à des compétitions de saut d'obstacles et de concours complet. Sa carrière d'entraîneur de courses, il l'a débuta, chose curieuse, avec les trotteurs. Puis, après avoir été durant quatre ans l'assistant du grand Étienne Pollet, il obtient en 1964 sa licence d'entraîneurs de galop, et entame une fabuleuse carrière.
Basé à Lamorlaye, entraîneur attitré des écuries Niarchos ou Lagardère, François Boutin fut tête de liste des entraîneurs français à sept reprises (1976, 1978-81, 1983-84). Il remporta toutes les grandes épreuves du calendrier français, à l'exception de la plus belle d'entre elles, le Prix de l'Arc de Triomphe. Il s'est également distingué à l'étranger, sur les îles britanniques et aux États-Unis. Parmi ses meilleurs élèves, il faut citer avant tout l'inoubliable Miesque et le phénoménal Arazi, mais aussi des champions tels que Sagaro (triple vainqueur de la Gold Cup), Nonoalco, ou encore deux fameux produits de Miesque, Kingmambo et East of The Moon. 
Considéré comme un maître, il a notamment formé Nicolas Clément et Pascal Bary, qui a pris en partie sa relève auprès de l'écurie Niarchos. Valérie Dissaux a aussi été sa dernière assistante, elle a récupéré son rond d'entraînement. Il a reçu le Daily Telegraph Award of Merit en 1993. 
François Boutin s'est éteint en 1995 des suites d'un cancer, à l'âge de 58 ans. À l'initiative de Maria Niarchos-Gouazé, une course se déroulant chaque année à Deauville, porte maintenant son nom, le Prix François Boutin. En 2025, il est admis au Hall of Fame des courses françaises dès sa création.

## Palmarès sélectif (courses degroupe 1uniquement)
France
- Prix du Jockey Club – 2 – Caracolero (1974), Hernando (1993)
- Prix de Diane – 4 – Northern Trick (1984), Lacovia (1986), Resless Kara (1988), East of The Moon (1994)
- Poule d'essai des pouliches – 4 – River Lady (1982), Miesque (1987), Madeleine's Dream (1993), East of The Moon (1994)
- Poule d'essai des poulains – 6 – L’Émigrant (1983), Blushing John (1988), Linamix (1990), Hector Protector (1991), Shanghai (1992), Kingmambo (1993)
- Prix de la Salamandre – 12 – Zapoteco (1972), Nonoalco (1973), Delmora (1974), Manado (1975), Miswaki (1980), Seattle Song (1983), Miesque (1986), Common Grounds (1987), Machiavellian (1989), Hector Protector (1990), Arazi (1991), Coup de Génie (1993)
- Prix Jacques Le Marois – 7 – Nonoalco (1974), Miesque (1987, 1988), Priolo (1990), Hector Protector (1991), Exit to Nowhere (1992), East of The Moon (1994)
- Prix Morny – 7 – Nonoalco (1973), Super Concorde (1977), Tersa (1988), Machiavellian (1989), Hector Protector (1990), Arazi (1991), Coup de Génie (1993)
- Criterium de Saint–Cloud – 6 – Stintino (1969), Gay Saint (1971), Ribecourt (1973), Conglomerat (1976), Providential (1979), Intimiste (1989)
- Prix Lupin – 6 – Stintino (1970), Persépolis (1982), L’Émigrant (1983), Cudas (1991), Johann Quatz (1992), Hernando (1993)
- Prix Jean Prat – 5 – Speedy Dakota (1975), Cresta Rider (1981), Mendez (1984), Baillamont (1985), Priolo (1990)
- Grand Critérium – 4 – Manado (1975), Super Concorde (1977), Hector Protector (1990), Arazi (1991)
- Prix d'Ispahan – 3 – Ramirez (1975), Baillamont (1986), Miesque (1988)
- Prix du Moulin de Longchamp – 5 – Delmora (1975), Mendez (1984), Miesque (1987), Priolo (1991), Kingmambo (1993)
- Prix Vermeille – 3 – Lagunette (1976), April Run (1981), Northern Trick (1984)
- Prix Marcel Boussac – 3 – Tarona (1977), Play It Safe (1981), Miesque (1986)
- Prix Ganay – 3 – Le Marmot (1980), Romildo (1984), Baillamont (1986)
- Grand Prix de Paris – 1 – Sagaro (1974)
- Prix du Cadran – 1 – Sagaro (1976)

 Royaume-Uni
- Epsom Oaks – 1 – La Lagune (1968)
- 2000 Guinées – 2 – Nonoalco (1974), Zino (1982)
- 1000 Guinées – 1 – Miesque (1987)
- Ascot Gold Cup – 3 – Sagaro (1975, 1976, 1977)
- St. James's Palace Stakes – 1 – Kingmambo (1993)

 Irlande
- Irish Derby – 1 – Malacate (1976)

 États-Unis
- Breeders' Cup Mile – 2 –  Miesque (1987, 1988)
- Breeders' Cup Juvenile – 1 – Arazi (1991)
- Joe Hirsch Turf Classic Invitational Stakes – 2 – April Run (1981, 1982)
- Washington, D.C. International – 2 – April Run (1982), Seattle Song (1984)